# Hodomys alleni
Hodomys alleni (Merriam, 1892) è un roditore della famiglia dei Cricetidi, unica specie del genere Hodomys (Merriam, 1894), endemico del Messico.

## Descrizione

### Dimensioni
Roditore di medie dimensioni, con la lunghezza totale tra 300 e 446 mm, la lunghezza della coda tra 140 e 224 mm, la lunghezza del piede tra 43 e 45 mm, la lunghezza delle orecchie tra 28 e 33 mm e un peso fino a 452 g.

### Caratteristiche craniche e dentarie
Il cranio è lungo e stretto e presenta creste sopra-orbitali ben sviluppate che si estendono posteriormente sopra le ossa parietali, i fori palatali sono lunghi, le bolle timpaniche sono piccole. I denti masticatori hanno la corona elevata ed appiattita, di aspetto prismatico, il primo e secondo molare superiore hanno quattro radici, il terzo tre. La disposizione delle rientranze nei molari è simile a quella del genere Neotoma, eccetto il terzo inferiore che ha una forma della superficie occlusiva ad S.
Sono caratterizzati dalla seguente formula dentaria:

### Aspetto
L'aspetto è quello di un robusto ratto con le parti dorsali che variano dal bruno-rossastro brillante al bruno-grigiastro, mentre le parti ventrali sono grigiastre con dei riflessi biancastri, talvolta giallo-brunastri. Il muso è appuntito, gli occhi sono grandi. Le orecchie sono relativamente grandi. Gli arti sono biancastri, il dorso dei piedi è cosparso di peli marroni scuri. La coda è cosparsa di peli, è generalmente uniformemente grigia, talvolta può essere bianca sotto. Il cariotipo è 2n=48 FN=52-53.

## Biologia

### Comportamento
È una specie terricola, dove costruisce nidi con ramoscelli. Emette squitti simili a quelli degli scoiattoli o del pika americano.

### Alimentazione
Si nutre di semi.

### Riproduzione
Una femmina con un embrione è stata catturata nel mese di febbraio, mentre altre che allattavano, accompagnate da due giovani esemplari, sono state osservate ad agosto e settembre. Le nascite avvengono in agosto, settembre ed ottobre.

## Distribuzione e habitat
Questa specie è diffusa negli stati occidentali del Messico, da Sinaloa a Guerrero.
Vive in zone rocciose, particolarmente lungo corsi d'acqua all'interno di foreste tropicali decidue, boscaglie spinose, chaparral, piantagioni di cocco, mango, mais e meloni fino a 1.800 metri di altitudine.

## Tassonomia
Sono state riconosciute 4 sottospecie:
- H.a.alleni: stati di Sinaloa, Nayarit, Jalisco, Colima;
- H.a.elattura (Osgood, 1904): Jalisco sud-orientale, Michoacán, Morelos, Guerrero orientale;
- H.a.guerrerensis (Goldman, 1938): Guerrero occidentale e centro-meridionale;
- H.a.vetulus (Merriam, 1894): Puebla, Oaxaca, Guerrero sud-orientale.

## Conservazione
La IUCN Red List, considerato il vasto areale e la popolazione presumibilmente numerosa, classifica H.alleni come specie a rischio minimo (Least Concern).